# 杉山里穗
杉山里穗（日语：／ Sugiyama Riho，12月31日—）是日本的女性聲優，北海道出身。Mausu Promotion所屬。

## 人物
專門學校札幌漫畫、動畫＆聲優專門學校畢業。2013年加入YU-RIN PRO。2018年加入Mausu Promotion。

## 演出作品
※粗體字為主要角色。

### 電視動畫
2017年
- 喧嘩番長 乙女 -Girl Beats Boys-（金春正、崇拜者、欺負人的孩子1）
- 小金剛起源（水道橋麗）

2018年
- 妖怪旅館營業中（亂丸〈幼少期〉）
- LOST SONG（阿隆德）
- 實驗品家庭（塔尼斯[3]）
- 殺戮的天使（女）
- 強風吹拂（媽媽、女性客A、老闆娘、自行車阿姨）
- JoJo的奇妙冒險 黃金之風（女）
- CONCEPTION（坦露雅[4]、塔烏拉斯）
- 只要別西卜大小姐喜歡就好（穆林的母親、女性教師、廣播、工作人員、店員、女子）
- 尤利西斯 貞德與鍊金騎士（米莉亞姆）

2019年
- 就算是爸爸，也想做（女性1）
- 不吉波普不笑（女學生、橋坂靜香[5]）
- 同居人是貓（素晴〈小學生、幼少期〉、母親、女侍）
- JoJo的奇妙冒險 黃金之風（阿妮塔、路人B）
- 鬼滅之刃（村民、農家女、西北方鎮民、里子的母親、淺草夫妻中的妻子）
- 海盜戰記（女兒）

2020年
- 魔法紀錄 魔法少女小圓外傳（喜歡傳謠言的少女A）
- 寶石商人理察的謎鑑定（廣播、播音員）
- 異種族風俗娘評鑑指南（乳乳B）
- 偶像學園 on Parade！（小島琴美）
- 聽我的電波吧（鼓田美奈玲[6]）
- 繼怪怪守護神（安次峰亞留美[7]）
- 隱瞞之事（母親、女性A）
- GO!GO! 小金剛
- DECA-DENCE（操作員B）
- 弩級戰隊HXEROS（通信）
- 卡片戰鬥!! 先導者 外傳 -if-（假面的魔術師 哈利）
- 科學超電磁砲T（偵察員）
- 魔王學院的不適任者～史上最強的魔王始祖，轉生就讀子孫們的學校～（『創龍的故鄉』女店主）
- 魔法水果籃 2nd season（女傭）
- 『催眠麥克風 -Division Rap Battle-』Rhyme Anima（日計美美海）
- Love Live! 虹咲學園學園偶像同好會（學生會副會長）
- 滿溢的水果塔（住民、女學生）

2021年
- 王之逆襲 意志的繼承者（萊登的母親）
- 工作細胞BLACK（塞特利氏細胞、白血球〈嗜中性球〉）
- WIXOSS DIVA(A)LIVE
- 卡片戰鬥!! 先導者 overDress（電視聲音）
- 86－不存在的戰區－（亨麗埃塔·潘洛斯）
- 東京復仇者（女友）
- 偶像學園Planet！（粉絲）
- 青梅竹馬絕對不會輸的戀愛喜劇（末晴的母親）
- 持續狩獵史萊姆三百年，不知不覺就練到LV MAX（羅莎莉[8]）
- 如果究極進化的完全沉浸RPG比現實還更像垃圾遊戲的話（幼時宏）
- Tropical-Rouge！光之美少女（校內廣播、小森泉、園兒、松田玲奈）
- Fairy蘭丸（女性）
- 我們的重製人生（學生）
- 宿命迴響：命運節拍（吉米）
- BUILD DIVIDE -#000000-（觀眾）
- 王者天下3（羌族A、幽族D）
- 陰陽眼見子（體育教師）
- 鬼滅之刃 遊郭篇（吉原遊郭的遊女）
- 吸血鬼馬上死（影／帥哥獵人A）

2022年
- ORIENT 東方少年（町人、領民、町民、母、武士、島津秋弘〈幼少期〉）
- JoJo的奇妙冒險 石之海（女A）
- Futsal Boys!!!!!（小學生B、播音員、小孩2、廣播、大關、女子廣播、女播音員）
- 這個不能播！（小依）
- 女學。II～Lucky Stars～（羽村智乃）
- 薔薇王的葬列（白金漢少年期[9]）
- 秘密內幕～女警的反擊～（看護師）
- 明日同學的水手服（教練）
- 白金終局（天使）
- 寶可夢 旅途（吶喊隊、啪咚猴）
- 現實主義勇者的王國重建記（安）
- 白領羽球部（佐伯兄弟的母親）
- Love Live! 虹咲學園學園偶像同好會 第2期（學生會副會長）
- 3秒後，野獸。～坐在聯誼會角落的他是個肉食系（久米紬[10]） - On Air版
- 派對咖孔明（客人）
- 作為女主角！～被討厭的女主角與秘密的工作～（美容師B）
- BUILD DIVIDE -#FFFFFF-（意可蕾／叶木麗雷）
- 境界戰機（電視記者）
- 黑之召喚士（克萊兒）
- 金裝的維爾梅～瀕臨留級的學生與最強災害掉入魔法世界～（ジェシカ・シュバルツ）
- 組長女兒與保姆
- 徹夜之歌（泳裝女子A）
- 異世界迷宮裡的後宮生活（服裝店店員）
- 我家師傅沒有尾巴（和菓子店老闆娘）
- 後宮之烏（李秋容、星星）
- PUI PUI 天竺鼠車車 駕訓班篇
- 菜鳥鍊金術師開店營業中（艾琳）
- 點滿農民相關技能後，不知為何就變強了。（泰士塔〈兒時〉）
- 呆萌酷男孩（狗主人）

2023年
- 最強陰陽師的異世界轉生記（葛萊〈幼少期〉）
- 呆萌酷男孩（貴之〈兒時〉）
- 間諜教室（伊娃）
- 不要欺負我，長瀞同學 2nd Attack（成員B）
- 異世界悠閒農家（芽）
- Buddy Daddies 殺手奶爸（園兒）
- 再得一勝！（富士森蘭）
- 轉生貴族的異世界冒險錄～不知自重的眾神使徒～（蕾蘿）
- 天國大魔境（御藏）
- 放學後失眠的你（女學生）
- Opus.COLORs 色彩高校星（幼年伊織）
- 和山田談場Lv999的戀愛（保健醫）
- 獻祭公主與獸王（幼年伊利亞）
- 異世界一擊殺姊姊 ～姊姊同伴的異世界生活開始了～（シューレイン）
- 決鬥大師 WIN 決鬥學園篇（大岩）
- 七魔劍支配天下（皮特·雷斯頓[11]）
- 奇異賢伴 黑色天使（貞德）
- 幻日夜羽 -鏡中暉光-
- AI電子基因（敏的妻子）
- 偶像大師 百萬人演唱會！（早坂空[12]）
- 16bit的感動 ANOTHER LAYER（結城）
- 哥布林殺手II（侍祭）
- 家裡蹲吸血姬的鬱悶（芙萊特·瑪斯卡雷爾[13]）
- 重生者的魔法一定要特別（少年德涅達）
- SHY（工作人員）
- 東京卍復仇者 天竺篇（主婦A）
- Dr.STONE 新石紀 NEW WORLD（冰月〈幼年〉）
- 超超超超超喜歡你的100個女朋友（女性職員）

2024年
- 我內心的糟糕念頭 第2期（女學生）
- 王者天下 第5期（小孩、少年）
- 月光下的異世界之旅 第二幕（戈耳工姐姐、幼年伊爾姆甘德）
- 公主殿下，「拷問」的時間到了（主持老師）
- RINKAI！女子競輪（高松絹早[14]）
- 秘密的偶像公主（史佩西P）
- 星際莊的戀愛日記（電影的主角）
- 終末的火車前往何方？（西吾野男子）
- 格鬥實況（女性記者）
- 黑執事 寄宿學校篇（布魯爾家姐妹）
- 金剛戰神U（山田[15]）
- 黃昏光影（壽的母親、少年義一）
- 戰國妖狐 千魔混沌篇（小孩、菊童丸）
- 2.5次元的誘惑（齊藤）
- 結緣甘神神社（幼年瓜生）
- 神劍闖江湖－明治劍客浪漫譚－ 京都動亂（新月村村民）
- 去參加聯誼，卻發現完全沒有女生在場
- 刀劍神域外傳 Gun Gale Online II（女性軍人）

2025年
- S級怪獸《貝希摩斯》被誤認成小貓，成為精靈女孩的騎士（寵物）一起生活（球球〈貓〉[16]）
- 我獨自升級 第二期（艾希）
- 持續狩獵史萊姆三百年，不知不覺就練到LV MAX ～其二～（羅莎莉[17]）
- 涅庫羅諾美子的宇宙恐怖秀（黑廼美子[18]）
- 強者的新傳說（米蘭達[19]）

### 劇場動畫
2024年
- Code Geass 奪還的Roze（新城陽子[20]）

### OVA
2018年
- LOST SONG（阿隆德）

### 網路動畫
2019年
- 衛宮家今天的餐桌風景（廣播）
- リリィ・トライアングル（百合三角）山里穂：獅子王救世子・十槍寺美虎・桜涙河小姫・雷帝院ひびき

### 遊戲
2014年
- 大江戶BlackSmith（蘭丸）

2015年
- 精靈之翼 天空守護者（艾莉）
- 戰國X（阿市、漣、立花誾千代[21]、井伊直虎·涼[22]）
- 天翼之鍊（盧西安·卡爾滋）
- 妖怪百姬！（鬼童丸、反枕）

2016年
- 我家公主最可愛（嫉愛姬赫拉[23]）
- 感染×少女（風間雅、桐島螢）
- 徽章戰士女孩任務（日语：メダロット ガールズミッション） 甲蟲版／鍬形蟲版（多田羅美麗）

2018年
- 騎士編年史（艾雷克托拉[24]）

2019年
- 受讚頌者 LOST FLAG（ウンケイ）
- 逆轉奧賽羅尼亞（日语：逆転オセロニア）（フィリウス）
- 天華百劍 -斬-（大兼光）
- AI：夢境檔案（那須花代）
- 萌酒盒子（旭神威）
- 寶可夢大師（阿杏[25]）
- 惡魔72（2019年 - 2023年 アバラム[26]）

2020年
- Final Fantasy VII 重製版
- 聖鬥士星矢（騰訊）（仙后座 艾薾達）
- 彈射世界 (尼可拉[27])

2021年
- 怪物彈珠（2021年 - 2025年 持國天、中臣鐮足[28]、斯克亞托拉[29]）
- 賽馬娘 Pretty Derby（2021年 - 2022年 勝利獎券的母親）
- 鬼滅之刃 火之神血風譚
- Final Fantasy XIV：曉月之終途（阿澤瑪）
- 結城友奈是勇者 閃光的花結（2021年 - 2022年 柚木友奈[30]）
- 勇者前線 ReXONA（蒂安娜）
- 精靈之境（馴鹿[31]）
- 魔物獵人 崛起（文珠[32]）

2022年
- 碧藍幻想（2021年 - 2022年 阿爾忒彌斯[33]、艾蕾絲[34]）
- 機動戰士鋼彈 兵工廠基地（日语：機動戦士ガンダム アーセナルベース）（ウフリィ・アスキス[35]）
- 樂高 星際大戰：天行者傳奇
- 碧藍航線（圖林根[36]）
- AI：夢境檔案 涅槃肇始（那須花代）
- 誓約少女（日语：誓約少女 〜祝砲の元に集いし戦姫たち〜）（初瀬、平海、厭戰號）

2023年
- 勇者鬥惡龍X 天星的英雄們Online（琳卡[37]）
- 快打旋風6（市民）
- 瑪利歐+ 瘋狂兔子希望之星（日语：マリオ+ラビッツ ギャラクシーバトル） 雷射超人魅影歌劇秀（康雅）
- 偶像大師 百萬人演唱會！ 劇場時光（2023年 - 2024年 早坂空）
- 超偵探事件簿 霧雨謎宮（涼）

2024年
- Another Code 兩段記憶 / 記憶之門（艾希莉・米茲契・羅賓斯）
- 星辰深淵酒吧（日语：BAR ステラアビス）（麥雅[38]）
- Final Fantasy VII 重生（蕾吉[39]）
- 聖獸之王（亞瑪莉雅）
- 聖騎士之戰 -奮戰-（雅芭[40]）
- Witch & Lilies 魔女與百合（桃樂絲、柊[41]）
- 白荊迴廊（羅咤[42]）

2025年
- 世界計畫 繽紛舞台！ feat.初音未來
- 百日戰記 -最終防衛學園-（第9部隊長 莎恩辛）
- 機動戰士鋼彈U.C. ENGAGE（日语：機動戦士ガンダム U.C. ENGAGE）（リネット[43]）
- 全民高爾夫 環球之旅（ルン[44]）

### 廣播劇CD
2016年
- 格差天堂（梓幼少期[45]）

### 外語配音
- 我愛迪克（少女波莉）
- Outcast（約書亞）
- 外鄉人（莫莉）
- About Last Night
- 蜘蛛人：離家日（頭等艙乘務員[46]）
- MR. ROBOT

## 外部連結
- 事務所官方簡歷 （页面存档备份，存于）（日語）
- 杉山里穗的X（前Twitter）（日語）